# Brunfelsia mire
Brunfelsia mire är en potatisväxtart som beskrevs av Monachino. Brunfelsia mire ingår i släktet Brunfelsia och familjen potatisväxter. Inga underarter finns listade i Catalogue of Life.